# Yvanilton Raimundo de Almeida Costa
Yvanilton Raimundo de Almeida Costa, conhecido como Almeida (Codó-MA, 15 de janeiro de 1984) é um futebolista brasileiro que atua como volante, meia e -lateral-esquerdo. Atualmente joga pelo Atlético de Carazinho

## Carreira
Almeida começou nas categorias de base do Vasco da Gama, como primeiro e segundo volante e até na lateral esquerda.
Depois de sair nas categorias de base do clube carioca atuou em equipes pequenas como o Barueri e o Iraty.
Almeida é comparado com o ex-volante do FC Bayern München, ex-jogador da Seleção Brasileira e atual jogador Palmeiras Zé Roberto, por ser um volante canhoto, que sai para o jogo. 
Em 2008, foi contratado pelo Corinthians, para a disputa do Campeonato Brasileiro da série B.
Atualmente trabalha em uma multinacional no município de Irati, Paraná.

## Títulos
Corinthians
- Campeonato Brasileiro Série B (1): 2008